# Konkursgäldenär
En konkursgäldenär är i Sverige en fysisk eller juridisk person som befinner sig i konkurstillstånd.
Tidigare försattes makar enligt den äldre giftermålsbalken i konkurs även om konkursbeslutet avsåg endast mannen. Idag kan äkta makar kan oberoende av varandra försättas i konkurs. Konkursgäldenären äger rätt att från konkursboet utfå vissa nödvändiga medel för sitt uppehälle. Konkursgäldenären har också edsplikt att uppge boet till bouppteckning samt skyldighet att vid det första borgenärssammanträdet med ed fästa bouppteckningens riktighet.
Konkursgäldenären är även skyldig lämna alla för konkursutredningen erforderliga uppgifter. Innan edgången fullgjorts, får han ej begiva sig från det land där han är bosatt och även därefter kan hans rörelsefrihet på visst sätt inskränkas om rätten beslutar om det. I omyndigs el. juridisk persons konkurs åligger edgångsskyldighet förmyndaren och för juridiska personer ställföreträdaren. Om en konkursgäldenär inte iakttar vad sina skyldigheter kan han hämtas eller hållas i häkte till dess att han fullgjort sina skyldigheter.
Tidigare fråntogs konkursgäldenärer sin allmänna rösträtt och var inte valbara till offentliga förtroendeuppdrag.